# Bus Riley's Back in Town
Bus Riley's Back in Town is een Amerikaanse dramafilm uit 1965 onder regie van Harvey Hart. De film is losjes gebaseerd op een toneelstuk van William Inge, die ook meewerkte aan het scenario; Inge was echter zo ontevreden over deze filmversie, dat hij opdroeg om onder pseudoniem te worden genoemd. 
De film flopte in de Verenigde Staten en werd destijds niet in Nederland uitgebracht.

## Verhaal
Bus Riley keert weer terug naar zijn geboortestad na drie jaar in dienst te zijn geweest bij de United States Navy. Een oudere vriend van hem heeft hem voor vertrek beloofd om hem aan een baan te helpen, maar hij verwacht daar seksuele diensten voor in ruil, waarvoor Bus vriendelijk bedankt. Hij worstelt met het vinden van een vaste baan en rommelt wat aan met verschillende klusjes; zo werkt hij als automonteur en licht hij mensen op met deur-tot-deurverkoop. Ondertussen verloopt ook privé niet alles soepel. Hij wordt nog steeds achterna gezeten door zijn ex-vriendin Laurel, een op seks beluste verveelde huisvrouw die nu is getrouwd met een rijke maar vaak afwezige man. Ook de jonge Gussie is smoorverliefd op hem. Hij krijgt echter een relatie met Judy, een buurmeisje wier overspelige moeder is omgekomen in een huisbrand. 

## Rolverdeling
| Acteur          | Personage      |
| --------------- | -------------- |
| Ann-Margret     | Laurel         |
| Michael Parks   | Bus Riley      |
| Janet Margolin  | Judy           |
| Brad Dexter     | Slocum         |
| Jocelyn Brando  | Mrs. Riley     |
| Larry Storch    | Howie          |
| Crahan Denton   | Spencer        |
| Kim Darby       | Gussie         |
| Brett Somers    | Carlotta       |
| Mimsy Farmer    | Paula          |
| Nan Martin      | Mrs. Nichols   |
| Ethel Griffies  | Mrs. Spencer   |
| Alice Pearce    | Huisvrouw      |
| David Carradine | Stretch        |
| Parley Baer     | Jules Griswald |